# Brabants constitutionalisme
Brabant kende een vroege en sterke constitutionele traditie die de rechten van het land tegenover de hertogen op schrift stelde. Gebruikmakend van geldnood en momenten van dynastieke onzekerheid dwongen de Brabanders rechten af die grenzen stelden aan de vorstelijke macht en hen inspraak gaven in het beleid. De rechten werden vastgelegd in charters als de Keure van Kortenberg (1312) en de Blijde Inkomst (1356). Ze bekwamen medezeggenschap via een standenvertegenwoordiging en een weerstandsrecht om zich te verdedigen tegen schendingen van de als contractueel geconcipieerde verhouding met de landsheer. De oude constituties werden definitief afgeschaft in de Franse Tijd aan het einde van de 18e eeuw, toen de Belgische departementen onder de Franse grondwet en het Franse parlement kwamen.

## Geschiedenis
In Brabant was het centrale gezag aanvankelijk beperkt omdat de graaf van Leuven zijn positie en territorium slechts geleidelijk kon uitbreiden. Zoals elders kenden de hertogen in de 12e en vooral de 13e eeuw stadsrechten toe (doorgaans 'vrijheden' genoemd) waardoor individuele steden verregaande bevoegdheden verwierven. Wanneer deze bevoegdheden niet werden gerespecteerd, kwamen de steden in het verweer door dienst te weigeren. Dit gebeurde bijvoorbeeld in 1194.
Omdat hertog Hendrik II in 1248 een vroege dood voelde naderen en hij zich niet zeker wist dat de opvolging door zijn jonge zoon zou worden aanvaard, maakte hij een politiek testament waarin hij zijn onderdanen rechtszekerheid en billijke rechtspraak toezegde. We mogen aannemen dat dit zaken waren waarover onvrede heerste en waarover de steden hem hadden benaderd. Hij beloofde dat iedereen zou worden behandeld "volgens recht en vonnis" door de geëigende rechters, stelde fiscale verlichting in het vooruitzicht en beperkte de bevoegdheden van zijn ambtenaren. Hendrik III de Zachtmoedige, die daardoor vlot aan de macht kwam, volgde op dertigjarige leeftijd het voorbeeld van zijn vader toen ook hij de dood in zicht had. Zijn testament van 1261 bevatte toezeggingen in de lijn van die van dertien jaar eerder. Geen beden zouden worden gevraagd tenzij in de vier klassieke gevallen. Toch was het lot van Brabant onzeker doordat de minderjarige troonopvolger Hendrik lichamelijk en geestelijk onbekwaam was. Onder impuls van Leuven en Brussel vormden de steden door bilaterale akkoorden een stedenbond om de territoriale integriteit van het hertogdom te verdedigen. In een vergadering van abten, edelen en steden erkenden ze hertogin Aleidis van Bourgondië als regentes, en enige tijd later zorgden ze ervoor dat de tweede zoon Jan in 1267 het hertogdom kon overnemen.
Een volgende stap vond plaats in de jaren 1290-1293. Onder meer door zijn expansiepolitiek, die succes had opgeleverd in de Slag bij Woeringen, kwam hertog Jan I van Brabant in geldnood. Buitenlandse schuldeisers begonnen hun vorderingen op de handelaars uit Brabant te verhalen en namen hun waar in beslag. Weer vormden de steden een bond om de hertog verenigd tegemoet te treden. In ruil voor het goedkeuren van uitzonderlijke beden waarmee hij zijn schulden kon aanzuiveren, verleende de hertog een hele reeks charters met uitgebreide rechten. Dit gebeurde voor iedere stad afzonderlijk, maar in teksten die telkens zeer gelijkluidend waren. Ook de abdijen en kloosters droegen bij, in ruil waarvoor de geestelijkheid een algemeen privilege kreeg dat hen voor acht jaar vrijstelde van uitzonderlijke beden. De Brabantse adel stemde toe in een vermogensbelasting van 5%, te betalen door alle eigenaars van een heerlijkheid, behalve de ridders en schildknapen. In een charter van 24 maart 1293 garandeerde de hertog hen dat een dergelijke bede zich niet zou herhalen. Het slotartikel bepaalde dat zijn leenmannen bij niet-naleving hem of zijn opvolgers alle dienst mochten weigeren, zowel militaire bijstand als het spreken van recht. Deze passieve weerstand in de vorm van legitieme ongehoorzaamheid kaderde binnen het feodale recht en kreeg hier voor het eerst in Brabant schriftelijk vorm, wat toelaat een orale ontwikkeling voordien te veronderstellen. De clausule ging echter nog verder door ook de rechters en bestuurders van de steden te laten delen in de dienstweigering wanneer de hertogelijke eed tegenover de adel niet zou worden gerespecteerd. Dit fundamentele recht werd voor het eerst in de Europese geschiedenis zo breed toegekend, maar de context bleef wel feodaal. Ook werden de standen nog gescheiden benaderd.
Opnieuw was het vrees voor dynastieke discontinuïteit die hertog Jan II er in 1312 toe bracht een grote stap te zetten in de Brabantse constitutie. Voor hij naar Parijs vertrok voor een niersteenoperatie, hechtte hij zijn zegel aan de Keure van Kortenberg. Na onderhandeling met de steden en in mindere mate de edelen, was een echt landcharter tot stand gekomen dat zich richtte tot de twee wereldlijke standen (de geestelijkheid genoot eigen privileges), met inbegrip van "onze goede lieden van de steden, kleine en grote". Elders gaat het over "onze lieden, rijke en arme". Dit charter, dat de bestaande rechten bevestigde en uitbreidde, was niet meer in het Latijn maar in het Nederlands gesteld. Op institutioneel vlak werd geïnnoveerd door de Raad van Kortenberg in te stellen, een veertienkoppig toezichtsorgaan dat zou oordelen over schendingen van het charter. De weerstandsclausule was ruimer dan in 1293 en stelde zonder omwegen dat geen dienst, hulp of onderdanigheid verschuldigd was tot een vastgestelde schending zou zijn hersteld. Daarmee werd dit fundamentele recht definitief uit de feodale context gelicht.
Deze toegevingen konden niet voorkomen dat Brabant in een precaire positie kwam toen de hertog aan de gevolgen van zijn operatie overleed. De buitenlandse schuldeisers roerden zich en de steden waren ontevreden over de adellijke regenten die het bestuur waarnamen voor de minderjarige Jan III. Een nieuw verbond van de zeven goede steden wist in ruil voor financiële toezeggingen het regentschap naar zich toe te trekken. Het bestuur van hun vertegenwoordigers, aangevuld met twee edellieden uit de hertogelijke raad, duurde van 1314 tot 1320. Bij hun aantreden in 1314 werden twee nieuwe regelingen getroffen: het Waals Charter bevatte tijdelijke maatregelen met het oog op schuldsanering, het Vlaams Charter voerde meer permanente vernieuwingen in, onder meer door de steden controle te geven over de muntslag. Ook mochten meiers en houtvesters niet meer voor het leven worden benoemd. Net als het Charter van Kortenberg richtten deze akten zich tot alle onderdanen, met uitzondering van de geestelijke stand.
Hoewel de Raad van Kortenberg nog een tweetal decennia dode letter bleef, ontplooiden de standen een grote activiteit. Informeel en binnen de Staten van Brabant kwamen ze geregeld bijeen over kwesties als monetair beleid, fiscaliteit, rechtszaken, enz. Vooral de vier hoofdsteden waren de motor achter dit overleg, dat in de regeerperiode van Jan III gemiddeld veertien keer per jaar plaatsvond. Ze waren dan ook klaar om te reageren toen de Honderdjarige Oorlog uitbrak tussen Engeland en Frankrijk. Onder impuls van de steden werden verdragen afgesloten met de naburige gewesten om de onderlinge vrede en de economische belangen te beschermen. Het Brabants-Vlaams verdrag van 1339 was een Engelsgezinde militair-economische unie die werd uitgevaardigd door de hertog en de graaf. Het had een constitutionele draagwijdte, zoals blijkt uit de weerstandsclausule en uit de bepaling die oorlogsverklaringen afhankelijk stelde van overleg met de steden. Het Brabants-Luiks verdrag van 1347 werd enkel gesloten tussen de vier grote steden. De Gouden Bul van 1349 verleende gerechtelijke immuniteit binnen het Heilig Roomse Rijk.
Een nieuwe stedenbond zag het licht in 1355: 44 steden uit Brabant, Limburg en de Landen van Overmaas wensten zich voor te bereiden op de opvolging van hun hertog Jan III, die drie dochters met ambitieuze echtgenoten naliet. De steden wensten het behoud van de territoriale integriteit en van hun rechten, zonder zich uit te spreken wie van de dochters ze als opvolger zagen. De Staten stelden een eisenbundel van 36 artikels op, die na zware onderhandelingen werd aanvaard door de oudste dochter Johanna van Brabant en haar echtgenoot Wenceslas van Luxemburg. Ze legden in 1356 de eed af op dit inhuldigingscharter, dat bekend raakte als de Blijde Inkomst. Onder meer de oorlogspolitiek werd onderworpen aan het consent van de Staten. Behalve misschien de Engelsen had geen enkel Europees volk zo'n verregaande constitutie op schrift weten te bekomen. Het landcharter richtte zich zonder onderscheid van stand tot onse goede liede van onsen lande van Brabant.
Deze verworvenheid werd nog hetzelfde jaar teniet gedaan door het militaire succes van de Vlaamse graaf Lodewijk van Male, die op grond van de aanspraken van zijn echtgenote Margaretha van Brabant – de zus van Johanna – het hertogdom binnenviel. Brussel en Leuven werden bezet en toonden zich bereid Lodewijk in te zweren als hertog. Johanna en Wenceslas wisten dit uiteindelijk toch te verhinderen. Door de Vrede van Aat verloor Brabant weliswaar het markgraafschap Antwerpen en de heerlijkheid Mechelen aan de Vlaamse graaf, maar ze behielden hun hertogdom. Door de eedbreuk van de steden verloor de Blijde Inkomst evenwel haar rechtsgeldigheid. De Brabanders vielen terug op de charters van 1312-1314. Ook na die tegenslag behielden de standen grote invloed tijdens het lange leven van hertogin Johanna, en na de dood van Wenceslas in 1383 werd hun macht nog directer.
Het overlijden van Johanna in 1406 leidde opnieuw tot getouwtrek over de Brabantse opvolging. De Bourgondiër Filips de Stoute had dit moment lang voorbereid. De Brabanders wilden niet in zee met zijn oudste zoon Jan zonder Vrees, die te veel andere belangen had, maar diens jongere broer Antoon hadden ze aanvaard als ruwaard. Om Antoon ook als hertog te huldigen, haalden de Brabanders de Blijde Inkomst vanonder het stof. Na enige onderhandelde aanpassingen legde hij in 1406 de eed af op deze constitutie. De traditie van inhuldigingscharters zou standhouden tot het einde van het hertogdom Brabant in 1795. Tot 1549 werden deze "politieke contracten" met elke nieuwe vorst heronderhandeld.
De dood van hertog Antoon op het slagveld van Azincourt bracht in 1415 alweer een minderjarige op de troon in de persoon van Jan IV. De Staten van Brabant hadden onmiddellijk een verbond gesloten met Limburg en Overmaas om de overgang te regelen. De zeven goede steden benoemden ook een elfkoppige raad die twee jaar lang het bewind uitoefende. Op zijn veertiende nam Jan IV het hertogambt op, maar door zijn politieke desinteresse lag de eigenlijke macht bij zijn raadslieden. Al in zijn eerste regeringsjaar in 1418 beriepen de steden en baronnen zich op de weerstandsformule in de Blijde Inkomst om hun dienstbaarheid op te zeggen. Tegelijk probeerde Jan zonder Vrees een Bourgondisch machtsblok te creëren door een huwelijk tussen Jan IV en Jacoba van Beieren, maar deze plannen werden doorkruist vanuit Luik door haar oom Jan van Beieren. Door met oorlog te dreigen kon hij de hand leggen op Jacoba's graafschappen Holland en Zeeland, en bovendien zegde Jan IV hem een grote afkoopsom toe. De Staten van Brabant weigerden het geld op te hoesten en stelden Jans jongere broer Filips van Sint-Pol aan tot ruwaard. De hertog probeerde het tij militair te keren, maar hij moest de duimen leggen voor de Brusselse ambachten. Slechts door in het Privilege van de Ruwaard zijn vervangbaarheid te erkennen, kon hij zijn hertogambt herwinnen. In de tekst van het Privilege werd het recht van de Staten tot aanstelling van een ruwaard voorgesteld als een oud gebruik. De Staten omringden Jan met hun eigen mensen en onderhandelden ondertussen onderling over de verdere concessies die ze van hem zouden vragen. Dit leidde in 1422 tot het Nieuw Regiment. Jan IV stierf uiteindelijk kinderloos en werd in 1427 rimpelloos opgevolgd door zijn broer Filips van Sint-Pol, die desondanks een ingrijpend herziene Blijde Inkomst moest aanvaarden. Tegenover 1406 werden elementen uit het Nieuw Regiment geïncorporeerd en ook werd voorzien in een nauwere betrokkenheid van de Staten van Brabant bij het landsbestuur. Voortaan legden de Blijde Inkomsten de randvoorwaarden voor de dialoog tussen vorst en Staten vast. Sint-Pol was de eerste die tegenover de drie standen gezamenlijk zwoer.
Wanneer drie jaar later ook Filips van Saint-Pol jong en zonder nageslacht stierf, waren er een tiental pretendenten voor de Brabantse troon. De Staten gaven hun steun aan Filips de Goede, die uitstekend zijn contacten had verzorgd. Hij was dan ook degene die in 1430 werd ingezworen, op een Blijde Inkomst die grondig was heronderhandeld. De nieuwe hertog had bepaalde toegevingen gedaan aan de Staten, maar ook inperkingen bekomen. Nog hetzelfde jaar verleende hij een eerste toebrief om het charter aan te passen. Zich bewust van hun nieuwe positie in het Bourgondische rijk, hadden de Brabanders bedongen dat hoge ambten in het hertogdom niet door "buitenlanders" konden worden bekleed. Wie in een ander gewest was geboren, kwam enkel in aanmerking na Brabantisatie. Nieuwe toebrieven volgden bij het toezeggen van beden in 1451 en 1457. De Bourgondische hertogen hadden meer financiële slagkracht en waren niet meer louter op Brabant gericht, hoewel Filips de Goede Brussel tot zijn prinselijke stad had gekozen. De laatste regeringsjaren van Filips waren ook niet van controverse gespeend. Bij zijn dood in 1467 was er in de steden veel steun voor opvolging door de minder machtige Jan van Nevers, hoewel Karel de Stoute al twee jaar voordien was erkend. De edelen en prelaten gingen hier echter niet in mee. Door de Bourgondische centralisatiepolitiek kwamen veel ambten beschikbaar voor de adel, die aan invloed won ten koste van de steden. Dit zou zich ook doorzetten onder Karel de Stoute, die het pleit dus won. De Blijde Inkomst waarop hij de eed aflegde, stemde in grote mate overeen met die van 1430, aangevuld met de toebrieven. Er heerste enige onvrede omdat hij geen nieuwe verzuchtingen inwilligde.
Dit werd ruimschoots goedgemaakt door het Algemeen Privilege dat zijn opvolger Maria van Bourgondië in 1477 toestond. Met zijn 109 artikelen was het haast dubbel zo lang als langste Blijde Inkomst. Maria was dat jaar zonder problemen erkend door de Staten-Generaal van de Nederlanden, maar haar positie was zwak. Terwijl overal opstanden uitbraken om de maatregelen van haar gesneuvelde vader ongedaan te maken, moest ze met een lege schatkist het hoofd bieden aan een Franse invasie. Onder haar vele concessies in het Algemeen Privilege – één constitutionele tekst die gold voor alle Bourgondische Nederlanden – was het recht van de Staten om op eigen initiatief bijeen te komen. Centraliserende instellingen werden dan weer gekortwiekt. Ook in haar Blijde Inkomst voor Brabant kregen de Staten een sterkere rol. De grote steden drukten hun stempel op het herziene inhuldigingscharter ten koste van de adel en de prelaten. De Raad van Brabant verloor de bevoegdheden die hij op de stedelijke schepenbanken had gewonnen. Aan de Brabantse geestelijkheid schonk Maria het Privilege van de Prelaten, dat de verschuldigde karweien en de hertogelijke gasterij- en meuterechten inperkte en vrijstelling verleende van alle expectanties, commenden en pensioenen. Later dat jaar trouwde ze met de Habsburgse keizerszoon Maximiliaan van Oostenrijk, die in Leuven een confirmatie van het landcharter beëdigde. In de praktijk kwam daar niets van terecht. Al in 1478 waren er talloze klachten over inbreuken, waaronder het aanstellen van een buitenlander als Brabants kanselier.
De plotse dood van Maria van Bourgondië in 1482 maakte haar vierjarige zoontje Filips de Schone hertog. Zonder enthousiasme erkenden de Staten van Brabant Maximiliaan als regent. Zijn autoritaire optreden leidde in 1488 tot opstanden in Zuid-Brabant. Het kwam tot een oorlog waarin de Brabantse hoge adel aan de kant van Maximiliaan streed. Hij won het pleit en legde in 1489 de Vrede van Danebroek op, waardoor vermoedelijk veel privileges teloorgingen. Brussel en Leuven werden ook financieel bijzonder zwaar gestraft. De stedelijke invloed op de vorst kromp terwijl die van de adel steeg. Toen Filips de Schone in 1494 aantrad, slaagden de steden er niet in de verworvenheden van 1477 te herstellen. Zijn Blijde Inkomst greep vooral terug naar die van Karel de Stoute. Hij deed alle door Maria van Bourgondië verleende charters teniet. Het toekennen van een bede gaf in 1497 nog aanleiding tot een toebrief met enkele punten waarover de drie standen het eens waren. De tijd dat de steden zelfstandig hun wensen konden doordrukken, was voorbij.
De latere Keizer Karel V erfde Brabant in 1506 en kreeg het hertogambt toen hij in 1515 meerderjarig werd verklaard door de Staten-Generaal. Op dat moment legde hij ook de eed af op een Blijde Inkomst waarvan de tekst slechts licht was aangepast. In 1549 waren de Staten-Generaal opnieuw bijeen om zijn zoon Filips als opvolger te erkennen in het vooruitzicht van de werkelijke machtsoverdracht binnen afzienbare tijd. Bij die gelegenheid onderhandelde de keizer het inhuldigingscharter waarop Filips alvast zwoer. Als enige land had Brabant een schriftelijke weerstandsclausule, wat door Karel "buitensporig en ongehoord" werd genoemd. De Staten stelden hem gerust dat het geen grond was voor opstand maar voor passieve ongehoorzaamheid, waarna de Blijde Inkomst van Filips werd goedgekeurd, ietwat ingekort maar voor de rest haast ongewijzigd tegenover 1515.
De politiek van koning Filips II veroorzaakte diepe onvrede bij de hoge adel, die hij minder bij het landsbestuur betrok, en bij de religieuze dissidenten, die hij met ketterplakkaten onderdrukte. De Nederlanden kwamen hiertegen in opstand. Op de Keulse vredehandel van 1579 eisten de Staten-Generaal dat de Blijde Inkomst zou worden uitgebreid tot alle gewesten. Steeds radicalere pamfletten circuleerden waarin uiteindelijk de legitimiteit van Filips in vraag werd gesteld op grond van het Brabants constitutionalisme. Het weerstandsrecht werd aangehaald door protestantse auteurs als Gilles le Clercq en Johan Junius de Jonge, door de Antwerpse raadpensionaris Jacob van Wesembeek, en door Marnix van Sint-Aldegonde. Als eerste edelman van Brabant bleef Willem van Oranje niet achter. Het Plakkaat van Verlatinghe waarmee de Nederlanden zich in 1581 afscheurden van Filips' heerschappij, stoelde dan ook voor een groot deel op Brabantse constitutionele rechten, in de eerste plaats het weerstandsrecht.
De volgende hertogen, tot en met keizer Frans II in 1794, legden allemaal de eed af op dezelfde constitutie als Filips II. De tekst werd niet meer heronderhandeld. Hierdoor verstolde het Brabantse constitutionalisme, maar tegelijk bleef het symbolisch erg belangrijk. Geen enkele koning of keizer zag ervan af, ook al vonden sommigen het misschien een formaliteit zonder veel betekenis.
Tijdens de jaren 1780 botsten de gerechtelijke hervormingen van keizer Jozef II met de oude rechten waarop hij had gezworen. Hij voelde zich er niet door gebonden, wat in 1789 de Brabantse Revolutie deed losbarsten. De opstandelingen verklaarden de keizer vervallen van zijn hertogsambt op grond van de weerstandsclausule in de Blijde Inkomst. Ze stelden dat hij meineed had gepleegd door de rechten van die constitutie te schenden, en riepen de onafhankelijkheid uit.

## Invloed buiten Brabant
De Keure van Kortenberg van 1312 heeft ongetwijfeld inspiratie geboden aan de Luikse opstandelingen die enkele jaren later de Vrede van Fexhe afdwongen. Het Tribunal des XXII dat daarin werd opgericht, was het equivalent van de Raad van Kortenberg.
In het graafschap Vlaanderen was het eerste document met constitutionele draagwijdte het Brabants-Vlaams verdrag van 1339. Daarin werd het Brabantse weerstandsrecht in passieve vorm geëxporteerd. Ook de rechten inzake muntslag hadden Brabantse precedenten en de inspraak in oorlogsverklaringen was zelfs geheel nieuw. De Brabantse traditie vond dus haar weg naar Vlaanderen en door de aansluiting kort erna van graaf Willem IV ook naar Henegouwen, Holland en Zeeland.
Ruim een eeuw later vond opnieuw een constitutioneel moment plaats waarop de Brabantse rechten werden verruimd tot de andere Nederlanden. Het Algemeen Privilege dat Maria van Bourgondië op 11 februari 1477 toestond, verleende verregaande rechten. Het werd gevolgd door gewestelijke privileges voor Vlaanderen (zelfde datum), Holland-Zeeland (14 maart), Namen (mei) en Brabant (29 mei). Het Vlaamse en Brabantse charter versterkten het weerstandsrecht door het toe te kennen aan de collectiviteit én aan de individuele onderdanen. Al deze verworvenheden werden echter in 1494 tenietgedaan.
In 1564 verscheen de Blijde Inkomst in druk te Keulen. Het succes ervan blijkt uit nieuwe oplagen in 1565, 1566, 1574, 1577 en 1578. Toen de Staten-Generaal op 29 september 1580 met Frans van Anjou het Verdrag van Plessis-lès-Tours afsloten, waarin de voorwaarden van zijn aanstelling tot landvoogd werden vastgelegd, werd voorzien in een actief weerstandsrecht en in de mogelijkheid van zijn vervanging. Dit ging terug op respectievelijk de Blijde Inkomst en het Privilege van de Ruwaard.
Twee eeuwen later keken de rebellerende Amerikaanse kolonies naar de Opstand in de Nederlanden om hun acties te legitimeren. In de Amerikaanse Onafhankelijkheidsverklaring van 1776 werd uitdrukkelijk verwezen naar deze gebeurtenis en naar de Brabants-constitutionele argumenten die toen waren ingeroepen.

## Constitutionele teksten
- 1248: testament van Hendrik II van Brabant (22 januari)
- 1261: testament van Hendrik III van Brabant (26 februari)
- 1293: charters voor de adel (24 maart), de geestelijkheid en de steden
- 1312: Charter van Kortenberg (27 september)
- 1314: Vlaams Charter en Waals Charter (12 juli)
- 1332: confirmatie van het Charter van Kortenberg door hertog Jan III (buitenlandse militaire dreiging)
- 1339: Brabants-Vlaams verdrag
- 1347: Brabants-Luiks verdrag
- 1349: Gouden Bul
- 1356: Blijde Inkomst van Johanna en Wenceslas
- 1372: tweede confirmatie van het Charter van Kortenberg
- 1406: Blijde Inkomst van Antoon van Bourgondië (19 december)
- 1415: confirmatie van de Blijde Inkomst door Jan IV
- 1421: Privilege van de Ruwaard
- 1422: Nieuw Regiment
- 1427: Blijde Inkomst van Filips van Sint-Pol
- 1428: hertogelijke macht ondergeschikt aan hertogelijke raadsleden (2 juni)
- 1430: Blijde Inkomst van Filips de Goede en eerste toebrief
- 1451: tweede toebrief (ordonnantie van 13 september)
- 1457: derde toebrief
- 1467: Blijde Inkomst van Karel de Stoute
- 1477: Groot Privilege (11 februari), Blijde Inkomst (29 mei) en Privilege van de Prelaten (29 mei), confirmatie van de Blijde Inkomst door Maximiliaan (5 december)
- 1482: tweede confirmatie van de Blijde Inkomst door Maximiliaan
- 1494: Blijde Inkomst van Filips de Schone
- 1497: toebrief van Filips de Schone
- 1515: Blijde Inkomst van Karel V
- 1549: Blijde Inkomst van Filips II van Spanje

Hierna werd de tekst van de Blijde Inkomst niet meer gewijzigd. De volgende hertogen, tot en met keizer Frans II in 1794, legden allemaal de eed af op dezelfde constitutie als Filips II.

## Voetnoten
1. ↑  Jelle Haemers en Bram Vannieuwenhuyze, "Het Charter van Kortenberg en de constitutionele geschiedenis van Brabant", in: Eigen schoon en De Brabander, 2013, nr. 1, p. 17
2. ↑  Overzicht in Philippe Godding, "Le pouvoir urbain en Brabant au Moyen Age" in: Wavre, 1222-1972. 750e anniversaire des libertés communales, 1973, p. 95-122
3. ↑  Leuven, Brussel, Antwerpen, Tienen, Zoutleeuw, Nijvel, Gembloers en Geldenaken sloten zich toen aaneen om zich te verzetten als de hertog verdragen zou schenden. Zie: Jelle Haemers en Bram Vannieuwenhuyze, "Het Charter van Kortenberg en de constitutionele geschiedenis van Brabant", in: Eigen schoon en De Brabander, 2013, nr. 1, p. 17
4. ↑  G. Boland en E. Lousse, "Le testament d'Henri II, duc de Brabant", in: Revue historique du droit français et étranger, 1939, XVIII, p. 348-387
5. ↑  Wim Blockmans, Medezeggenschap. Politieke participatie in Europa vóór 1800, 2020, p. 107
6. ↑  Mina Martens, A propos des testaments d'Henri II (22 janvier 1248) et d'Henri III (26 février 1261), ducs de Brabant, in: Revue belge de Philologie et d'Histoire, 1944, p. 289-294
7. ↑  G. Boland, "Le testament d'Henri III, duc de Brabant", in: Revue d'Histoire Ecclésiastique, 1942, XXXVIII, p. 59-96
8. ↑  G. Boland, Les deux versions du pacte d'alliance des villes brabançonnes de 1261-1262, in: Revue belge de Philologie et d'Histoire, 1944, p. 281-289
9. ↑  Félicien Favresse, "Actes intéressant la ville de Bruxelles (1154-2 décembre 1302)", in: Bulletin de la Commission royale d'histoire, 1938, p. 423-425. DOI:10.3406/bcrh.1938.1749
10. ↑  Er zijn oorkonden bewaard van 1291 tot 1293 voor een tiental steden.
11. ↑  Raymond van Uytven, Standenprivilegies en -beden in Brabant onder Jan I (1290-1293), in: Revue belge de Philologie et d'Histoire, 1966, nr. 2, p. 413-456
12. ↑  Afgedrukt in H.P.H. Camps, Oorkondenboek van Noord-Brabant tot 1312, vol. I, 1979, p. 594-597
13. 1 2  Robert Stein, "74 Woorden die het verschil maken. Over de ontwikkeling van het Brabantse recht van weerstand", in: Noordbrabants historisch jaarboek, 2012, p. 51
14. ↑  Dit richtte zich tot de rechters, gezworenen, schepenen, dekens, baljuws enz. van de "goede steden" Leuven, Brussel, Antwerpen, 's Hertogenbosch, Tienen, Nijvel, Zoutleeuw, Geldenaken "en alle andere".
15. ↑  Wim Blockmans, Medezeggenschap. Politieke participatie in Europa vóór 1800, 2020, p. 108
16. ↑  Jeanne Mennes, "De staten van Brabant en de Blijde Inkomst van kroonprins Filips in 1549", in: Standen en Landen, 1959, p. 51-165
17. ↑  De overige gewesten hadden deze clausule pas in 1477 bekomen en zagen haar dus afgeschaft door Filips de Schone in 1494, terwijl het Brabantse weerstandsrecht een opheffing van de Blijde Inkomst van 1477 overleefde doordat het ook al in oudere charters was opgenomen.
18. ↑  Violet Soen, Vredehandel. Adellijke en Habsburgse verzoeningspogingen tijdens de Nederlandse Opstand (1564-1581), 2012, p. 139
19. ↑  Bijvoorbeeld in 1576 het anonieme Vertoog ende openinghe om een goede, salighe en generale vrede te maken in dese Nederlanden, besproken in: Martin van Gelderen, Raymond Geuss en Quentin Skinner, The Dutch Revolt. Cambridge Texts in the History of Political Thought, 1993. ISBN 9780521398091
20. ↑  P.A.M. Geurts, "Het beroep op de Blijde Inkomste in de pamfletten uit de Tachtigjarige Oorlog", in: Standen en Landen, XVI, 1958, p. 1-15
21. ↑  Robert Stein, "74 Woorden die het verschil maken. Over de ontwikkeling van het Brabantse recht van weerstand", in: Noordbrabants historisch jaarboek, 2012, p. 56